# Код-шеринг
Код-шеринг (англ. Codeshare agreement) — угода про сумісну комерційну експлуатацію авіарейсу двома та більше авіакомпаніями, одна з яких є оператором (тобто виконує польоти за цим рейсом і продає квитки на ці рейси від свого імені), а інші — маркетинговими партнерами (тобто продають квитки на рейс компанії-оператора від свого імені). Рейс компанії-оператора при цьому може позначатися або звичайним способом (із зазначенням тільки компанії-оператора), або використовувати позначення сумісним подвійним кодом сторін (код авіакомпанії-оператора/код авіакомпанії-партнера). Рейси компаній-партнерів завжди позначаються подвійним кодом (код авіакомпанії-оператора/код авіакомпанії-партнера).